# Plebejus purpurascens
Plebejus purpurascens är en fjärilsart som beskrevs av Tutt 1909. Plebejus purpurascens ingår i släktet Plebejus och familjen juvelvingar. Inga underarter finns listade i Catalogue of Life.